# Agasicle
Agasicle (in greco antico: Ἀγασικλῆς?, Agasiklés; Sparta, VI secolo a.C. – ...) è stato un re di Sparta della dinastia Euripontide.
Secondo Pausania succedette al padre Archidamo I e fu il padre del successore  Aristone.
Pausania afferma che durante tutto il suo regno Sparta fu in pace. Erodoto ricorda invece che sotto il regno di Agasicle e Leonte (il contemporaneo re della dinastia Agiade), gli Spartani furono sconfitti nella guerra contro Tegea e vinsero tutte le altre guerre (non specificate).